# Salvador Giner Vidal
Salvador Giner Vidal (Valencia, 19 de enero de 1832-3 de noviembre de 1911) fue un compositor  y pedagogo musical español. 

## Vida y obra
Giner se formó en la catedral de Valencia con Pascual Pérez Gascón, esta formación inicial en el ámbito religioso es lo que le inclinó hacia la dedicación a esta clase de música, de la que dejó más de doscientas obras, destacando nueve misas de Réquiem, una de las cuales estuvo especialmente compuesta, durante su estancia en Madrid, para los funerales de la reina María de las Mercedes de Orleans, esposa de Alfonso XII fallecida en 1878. También fue el autor de una misa de Gloria para la proclamación de la Virgen de los Desamparados como patrona de Valencia.
A los 18 años estrena su primera composición, Misa en Re a 4 voces y orquesta, interpretada en la Iglesia de los Santos Juanes. Seis años después estrena su Sinfonía "Las 4 estaciones" en el Teatro Principal. A partir de esta época, comienza a investigar la música descriptiva, influenciado por obras de Haydn, y compone su primera obra de este género, "La fiesta del valle", estrenada el 3 de marzo de 1865.
En 1870 compone la ópera "L'indovina" (La adivina), que nunca llegó a estrenarse, con texto en italiano de Temistocle Solera. Se traslada a Madrid en 1871 con la idea de dedicarse a componer zarzuelas (género teatral musical español, con partes habladas, partes orquestales y partes cantadas al estilo de la opereta y del singspiel alemán) estrenando en 1875 ¿Con quién caso a mi mujer? y en 1883 El rayo de sol. Una de sus operas más importantes fue la que estreno en 1890 titulada Sagunto con libreto de Luis Cebrián Mezquita, esta opera fue rescatada y editada en 2017 por el director de orquesta y compositor David Gómez Ramírez.
Impresionado por las obras programáticas de Berlioz y sobre todo de Camille Saint-Saëns tuvo una especial inclinación hacia el poema sinfónico basado en temas valencianos entre los que destacan Una nit d'albaes, Correguda de Joies y Es xopà "hasta" la Moma, esta última una de las más populares del maestro y que se sigue interpretando en su versión para banda de música en numerosas agrupaciones valencianas de viento. Describe la popular precesión del Corpus Christi de Valencia interrumpida por una tormenta, que hace que el personaje popular de «La Moma» termine bien mojada. Otros de sus poemas con temas más universales fueron El Festí de Baltasar, El Sinaí o El tresor de Boadbil.
También compuso zarzuelas como Foc en l'era y Les enramaes, aunque su obra más popular quizás sea el pasodoble L'entrà de la Murta compuesto en 1903 con motivo de la creación de la Banda Municipal de Valencia. 
En Valencia se dedicó a la composición y a la enseñanza, siendo sus obras más destacadas de esta época (1900) El fantasma, Sagunto, Marina, La Dolores y El soñador. Como docente se hizo cargo de la cátedra de composición del Conservatorio de Música de Valencia, entre sus alumnos se encuentran los compositores Manuel Penella, Pedro Sosa y Vicente Lleó.

## Nombramientos
- En 1893 al fundarse la Sociedad Coral el Micalet, fue nombrado director de la misma.
- En 1894 fue nombrado director del Conservatorio de Música de Valencia.
- 1903 fue nombrado director artístico de la Banda Municipal de Valencia.

## Obras

### Orquesta
- A mi patria
- Correguda de Joies
- El Carnaval de València
- El adiós de boabdil a Granada
- Elegia
- Entre el Jucar y el Turia
- Es chopà 'hasta' la Moma
- Eterno Genitor
- La Fira de València
- Las cuatro Estaciones
- El Sinaí
- El tesoro de Boabdil
- Nocturno
- Plegaria
- Rapsodia Española
- Un Paseo en Gondola
- Una Nit d'Albades
- El festín de Baltasar, Poema Simfònic
- Las fases del campo, idili simfònic

### Obra religiosa
- 1878 Réquiem in memoriam María de las Mercedes de Orleans, Reina de España.
- 1882 Réquiem in memoriam Cristóbal Pascual y Genís.
- Goigs a la Verge dels Desemparats
- Missa en Re
- Prech a la Verge, estrenada el 15 de mayo de 1880 por la sección de música de la Capilla de la Virgen de los Desamparados[1]

### Ópera y zarzuela
- 1870  L'Indovina, ópera, sobre libreto de Temistocle Solera Estrenada el 1 de marzo de 2013 en el Palau de la Música de Valencia (Versión Concierto)
- 1875 Con quien casó a mi mujer
- 1883 El Rayo de Sol, zarzuela
- 1890 Sagunto, ópera, 3 actos
- 1896 Los Mendigos, zarzuela
- 1900 Les Enramades, zarzuela
- 1900 Foc en l'era, zarzuela
- 1901 El fantasma, ópera, 3 actos
- 1901 El soñador, ópera
- 1901 Morel, ópera
- 1903 Alboradas, drama lírico, 1 acto
- 1905 Falucho
- 1911 La Predicción gitana
- 1911 El Roder
- La Plegaria del Sábado, zarzuela
- La Gruta de Lourdes
- Clar com l'aigua en Sant Hilari de Sacalm (lletra d'eduard Escalante)

### Coral
- Ecos del Turia, para coro mixto[2]